# 孟菲斯五月火
孟菲斯五月火（英語：Memphis May Fire），是美國田納西州的一個金屬蕊樂團，目前活躍於德克萨斯州。孟菲斯五月火曾於2007年錄製與樂團同名之迷你專輯。
隨著2008年主唱切斯·萊恩的離去，於2009年7月21日製作首張專輯《Sleepingwalking》，被譽為「搖滾新聲代」，有更強勁的吉他創作與引人注意的旋律，其中歌曲《Ghost In the Mirror》還成為電影《奪魂鋸6》的電影原聲帶。
在2010年換了新的唱片公司後，發行第二張EP《Between the Lies》，其中歌曲《Action/Advanture》被收錄在電玩遊戲《Rock Band 3》裡頭。
2011年Rise唱片公司簽下了孟菲斯五月火，與Chango工作室合作發行了專輯《The Hollow》，主打歌《The Sinner》於9月15日發布在Youtube上。

## 樂團成員
目前成員
- 萊恩·班特利：節奏吉他 (自2006)
- 柯里·艾爾德：貝斯手 (自2008)
- 傑克·葛蘭德：鼓手 (自2010)
- 凱倫·麥古里格：吉他, 和聲, 程式處理, 鋼琴 (自2006)
- 馬提·穆林斯：主唱 (自2008)

前任成員
- 傑瑞米·古里夏姆：鼓手 (2006–2009)
- 艾瑞克·莫爾斯瓦斯：鼓手 (2009–2010)
- 唐納·歐吉斯：貝斯手 (2006–2007)
- 奧斯汀·拉德福特：貝斯手 (2007–2008)
- 切斯·萊恩：主唱 (2006–2008)

## 作品列表

### 專輯
| 年份 | 標題              | 出版      | 排行榜     | 排行榜   | 排行榜          |
| 年份 | 標題              | 出版      | 告示牌 200 | 獨立唱片 | Top Heatseekers |
| ---- | ----------------- | --------- | ---------- | -------- | --------------- |
| 2009 | Sleepwalking      | Trustkill | -          | -        | -               |
| 2011 | The Hollow        | Rise      | 130        | 24       | 1               |
| 2012 | Challenger        | Rise      | 16         | -        | -               |
| 2014 | Unconditional     | Rise      | 4          | -        | -               |
| 2016 | This Light I Hold | Rise      | 42         | -        | -               |

### 迷你專輯
- Memphis May Fire (Trustkill, 2007)
- Between the Lies (Bullet Tooth, 2010)

## 參照
1. ↑  Rivadavia, Eduardo. . Allmusic.   [2009-05-28].
2. ↑  url=http://www.youtube.com/watch?v=rPLLXQDNoFI （页面存档备份，存于）
3. ↑  .   [2011-10-15]. （原始内容存档于2011-04-27）.

## 其他連結
- 孟菲斯五月火的MySpace主頁